# Dieter Kerner
Dieter Kerner (* 16. Februar 1923; † 2. November 1981 in Mainz-Gonsenheim) war ein deutscher Facharzt für Innere Medizin, Medizinhistoriker und Musikhistoriker („Pathograf bedeutender Musiker“).
Kerner wurde als einziges Kind des Arzt-Ehepaares Gustav und Hedwig Kerner in Mainz geboren. Bereits mit 16 Jahren legte er dort das Abitur am Rhabanus-Maurus-Gymnasium ab. Vom Arbeits- und später Wehrdienst krankheitsbedingt befreit, begann er das Studium der Humanmedizin an der Universität Frankfurt/M., wo er 1947 auch promovierte. Anschließend arbeitete er 10 Jahre lang an der Universitätsklinik in Mainz. Dort lernte er auch seine spätere Ehefrau kennen, die Ärztin Silvia Kleinicke. Zusammen mit ihr übernahm er 1957 nach der Heirat die Arztpraxis seines Vaters in Mainz-Gonsenheim. Aus der Ehe gingen 4 Kinder hervor. Kerner selbst war nicht nur ein hervorragender Musikkenner, sondern auch ein ausgezeichneter Pianist, der jedoch nur im kleineren Privatkreis auftrat. Neben seiner Praxistätigkeit mit seiner Ehefrau Silvia (1929–2017), war er sehr aktiv als Schriftsteller medizinhistorisch tätig. Sein Hauptwerk „Krankheiten großer Musiker“ gilt auch heute noch als Standardwerk und findet weiterhin breites Interesse im In- und Ausland. Es erschien in Deutsch, Spanisch, Japanisch, Koreanisch und Ungarisch. Neben der schriftstellerischen Tätigkeit hielt Kerner auch immer wieder Vorträge vor interessiertem Fachpublikum, u. a. vor der Mozart-Gesellschaft in München. Besonderes Interesse erregte Kerners (umstrittene) These, dass Mozart nicht eines natürlichen Todes gestorben, sondern einer Vergiftung zum Opfer gefallen sei.
1980 wurde Kerner von der Bundesärztekammer mit der renommierten Ernst-von-Bergmann-Plakette ausgezeichnet. Zudem fand er Aufnahme im Verzeichnis „Who is who“ (Jahrbuch 1973–1980). Nach seinem Tod führte seine Ehefrau die Praxis noch bis 1993 weiter.

## Veröffentlichungen (Auswahl)
- Krankheiten großer Musiker. Band 1–2. 1963, fortgeführt von A. Otte und K. Wink; 6. Auflage, Schattauer Verlag, Stuttgart / New York 2008.
- Paracelsus – Leben und Werk. Schattauer-Verlag, 1965.
- Zur Todeskrankheit des Paracelsus. Mainzer Verlagsanstalt Will und Rothe, 1959.
- mit Johannes Dalchow und Gunther Duda: W. A. Mozart – Die Dokumentation seines Todes. Zur 175. Wiederkehr seines gewaltsamen Endes am 5. Dezember 1966. Verlag Hohe Warte von Bebenburg, 1966.
- Arzt – Dichter. Schattauer-Verlag, 1967.
- Außergewöhnliche Lebensbilder – Einzeldarstellungen zum Thema Medizin und Kulturgeschichte aus zwei Jahrtausenden. Verlag Haag+Herchen; posthum 1989; W. Ritter